# Tejado de gabletes holandés
Un tejado de gabletes holandés (o simplemente tejado holandés)  es una cubierta con un pequeño hastial en la parte superior de un tejado a cuatro aguas. Un término relacionado, hastial holandés, se usa para referirse al pretil triangular que corona una fachada, adornado con un característico perfil curvo.
Su diseño combina las ventajas del tejado a dos aguas y del tejado a cuatro aguas, a la vez que aporta un particular aspecto arquitectónico. Un inconveniente de los techos a cuatro aguas es su espacio reducido en el ático para una pendiente de techo determinada, especialmente si se compara con un techo de hastiales simple (es decir, a dos aguas). En climas mediterráneos, con menores cargas de nieve, son innecesarias las inclinaciones de tejado elevadas y su mayor consumo de materiales y de mano de obra. Los techos a dos aguas simples también presentan algunos inconvenientes, ya que carecen de las cornisas bajas posibles con un techo de cuatro aguas inclinado poco profundo, que brindan una protección adicional contra la lluvia y proporcionan sombra gracias a su disposición en voladizo. La sombra que crean mantiene la estructura más fresca, y el espacio a cubierto de la lluvia creado por los voladizos reduce en gran medida el contenido de humedad del suelo. Esto previene el deterioro de la parte inferior de las casas en contacto con el suelo, y dificulta el ataque de organismos xilófagos cuando se trata de estructuras de madera.
El diseño del tejado holandés es mucho más complejo que el de un tejado a dos aguas, y algo más que el de un tejado a cuatro aguas. Sin embargo, su principal ventaja consiste en aunar las citadas características favorables de una cubierta a cuatro aguas, evitando sus principales inconvenientes. Así, la disposición con gabletes permite aumentar el espacio disponible bajo la cubierta, mejorando considerablemente su habitabilidad, y posibilita instalar ventanas convencionales sencillas para optimizar la iluminación y la ventilación de las estancias situadas inmediatamente por debajo de la cubierta.

## Historia
Los tejados con gabletes ya eran habituales en Flandes en el siglo XVI, siendo el resultado de la tradición arquitectónica de una región de clima lluvioso donde el material de construcción más accesible era el ladrillo. La relativa escasez de la madera hizo que su uso tendiera a optimizarse, combinando las necesidades de disponer de cubiertas eficaces y de poder habilitar áticos habitables. La expansión colonial holandesa propició que este tipo de tejados se construyera en otras zonas del mundo, especialmente en los asentamientos de El Cabo y en la costa atlántica de los Estados Unidos, en el entorno de la pequeña villa de Nueva Ámsterdam, que con el paso del tiempo acabaría convirtiéndose en la ciudad de Nueva York.

La herencia arquitectónica holandesa fue retomada por los diseñadores de viviendas anglosajones a partir de la segunda mitad del siglo XIX, cuando se impuso una corriente tendente a recuperar estilos tradicionales en la construcción de lujosas villas campestres. Esta tendencia se ha mantenido a lo largo del siglo XX, de forma que el tejado holandés se ha convertido en un elemento de diseño más de numerosas viviendas unifamiliares suburbanas en ciudades de todo el mundo.